# Johann Heinrich Jacobi
Johann Heinrich Jacobi (* 30. September 1803 in Hamburg; † 30. Dezember 1859 im Hornheim bei Kiel) war ein deutscher Maler und Lithograph.

## Leben
Jacobi studierte vor 1841 an der Königlich Preußischen Akademie der Künste Berlin, anschließend arbeitete er in Hamburg als Porträtzeichner, -maler, Miniaturist und Lithograph. Ab ca. 1841 lebte er in Paris, um im Atelier von Paul Delaroche zu lernen. Zwischen 1844 und 1857 nahm er am Pariser Salon teil. Er verstarb im Hornheim, einer frühen psychiatrischen Einrichtung, damals vor den Toren Kiels.

## Werke
- lith. Porträt des Zoll- und Akziseinspektors Friedrich Wilhelm Langsdorff (1837)
- Porträt des Hauptmanns des Corps der Nachtwache Grapengießer [o. D.]
- Porträt des Papierhändlers E. Michaelis [o. D.]
- Portrait de M.F., Verbleib unbekannt (Salon 1844, Nr. 955)
- Portrait de M. Paul Delamotte, docteur en médecine, Verbleib unbekannt (Salon 1845, Nr. 866)
- Enfants s’amusant, Verbleib unbekannt (Salon 1846, Nr. 966)
- Portrait de M. de L., Verbleib unbekannt (ebd., Nr. 967)
- Portrait de M. le docteur W., Verbleib unbekannt (ebd., Nr. 968)
- Portrait de Mlle …, Verbleib unbekannt (Salon 1848, Nr. 2364)
- Portrait de Mme F…, Verbleib unbekannt (ebd., Nr. 2365)
- Portrait de M.L.E., Verbleib unbekannt (ebd., Nr. 2366)